# Tatastrofa
Tatastrofa (ang. Dadnapped) – amerykański film w reżyserii Paula Hoena z Emily Osment i Davidem Henrie w rolach głównych.
Film emitowany w Polsce na kanale Disney Channel i Disney XD.

## Opis fabuły
Po rozwodzie rodziców Melissa Morris desperacko stara się sprawić, by jej wiecznie zapracowany ojciec Neal, autor bestsellerów, zwrócił na nią uwagę. Dziewczyna żyje w cieniu superbohatera – Trippa Zooma z książek szpiegowskich jej taty. Zamierza od dawna spędzić z nim upragnione wakacje. Jednak przed wyjazdem musieli wybrać się na zlot fanów Trippa Zooma, który odbywał się w hotelu Merva, przyjaciela taty. Wtedy Neal zostaje niespodziewanie porwany przez grupę fanatycznych wielbicieli: Wheeze'ego, jego brata Andre i przyjaciela Sheldona. Jednak Melissa postanawia odzyskać tatę, więc wybiera się z Mervem na akcję ratunkową. Autor ponownie zostaje porwany przez dwójkę braci Skunka i Maurice. Melissa musi odnaleźć w sobie odwagę książkowego superbohatera, aby uratować tatę.

## Obsada
- Emily Osment – Melissa Morris
- Jason Earles – Merv Kilbo
- David Henrie – Wheeze
- Moises Arias – Andre
- Jonathan Keltz – Tripp Zoome
- Denzel Whitaker – Sheldon
- Charles Halford – Skunk
- Phill Lewis – Maurice
- George Newbern – Neal Morris
- Jennifer Stone – Debbie
- Kirsten Storms – Megan Holt

## Wersja polska
Wersja polska: SUN STUDIO POLSKA

Reżyseria: Marek Robaczewski

Dialogi polskie: Marta Robaczewska

Udział wzięli:
- Julia Kołakowska – Melissa Morris
- Grzegorz Drojewski – Tripp Zoome
- Waldemar Barwiński – Neal Morris
- Rafał Kołsut – Wheeze
- Wit Apostolakis-Gluziński – Andre
- Adam Pluciński – Sheldon
- Leszek Zduń – Merv Kilbo
- Karol Wróblewski – Skunk
- Tomasz Kozłowicz – Maurice
- Brygida Turowska – Mama Melissy
- Wojciech Machnicki –
  - Rudolfo,
  - Policjant
- Artur Kaczmarski – Nauczyciel
- Krzysztof Szczerbiński – Dostawca pizzy
- Łukasz Talik – 
  - Jeff Zimer,
  - Fan
- Artur Pontek
- Piotr Bajtlik

Lektor: Paweł Bukrewicz

## Ścieżka dźwiękowa
- Emily Osment – Hero in Me